# شرج آل نوبان (عمد)

تعديل مصدري - تعديل

شرج ال نوبان هي إحدى قرى  بمديرية عمد التابعة لمحافظة حضرموت، بلغ تعداد سكانها 76 نسمة حسب تعداد اليمن لعام 2004.